# Miran Fuks
Miran Fuks, slovenski vaterpolist, * 16. avgust 1916, Ljubljana, † ?.
Fuks je za Kraljevino Jugoslavijo nastopil na Poletnih olimpijskih igrah 1936 v Berlinu, kjer je z vaterpolsko reprezentanco izpadel v prvem krogu.